# Associação de Futebol de São Cristóvão e Neves
A Associação de Futebol de São Cristóvão e Neves (em inglês: St. Kitts and Nevis Football Association, ou SKNFA) é o órgão dirigente do futebol em São Cristóvão e Neves. Ela é a responsável pela organização dos campeonatos disputados no país, bem como da Seleção Nacional.